# Nucule

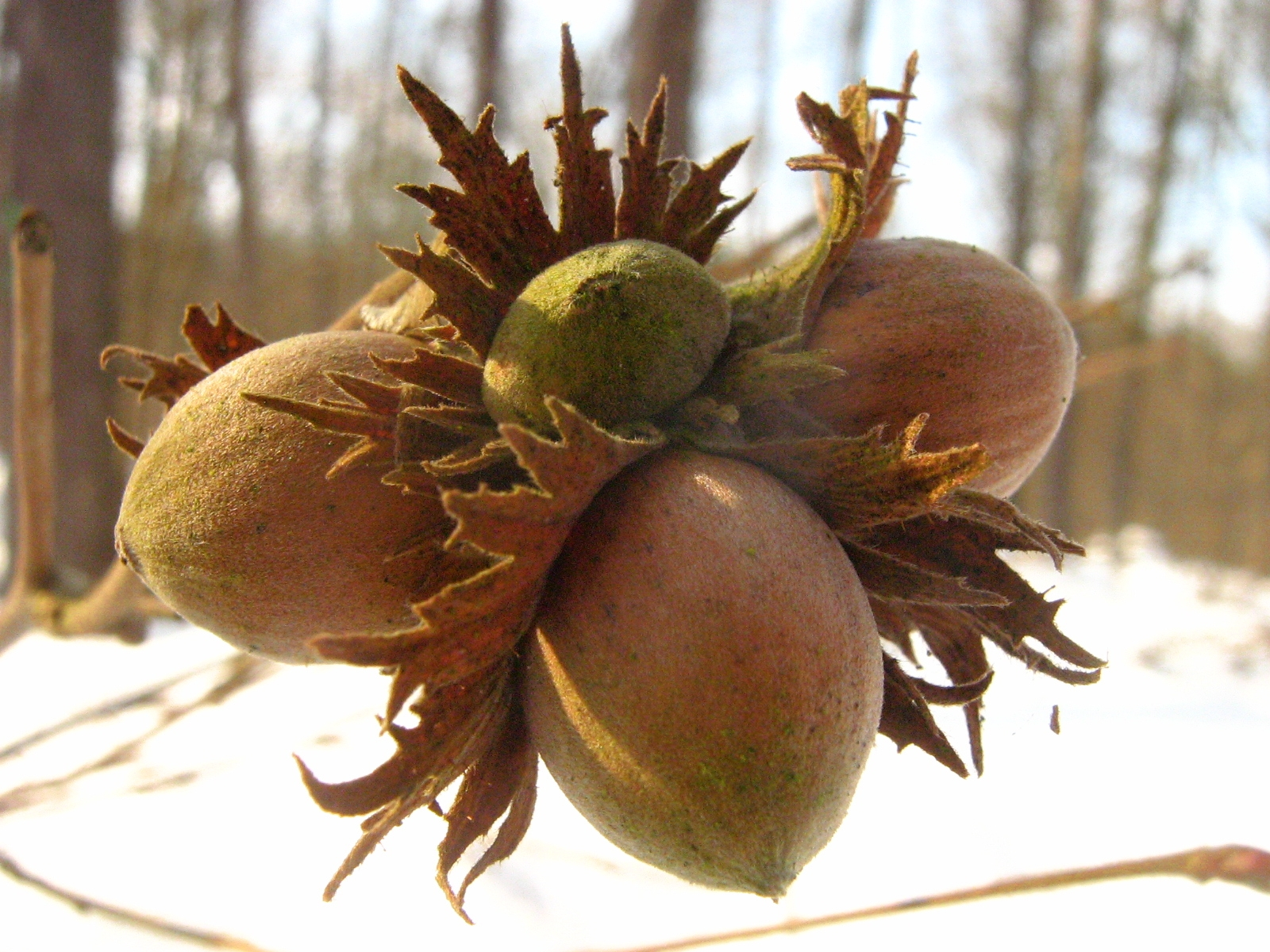
Les noisettes sont des nucules partiellement enveloppées dans des involucres.

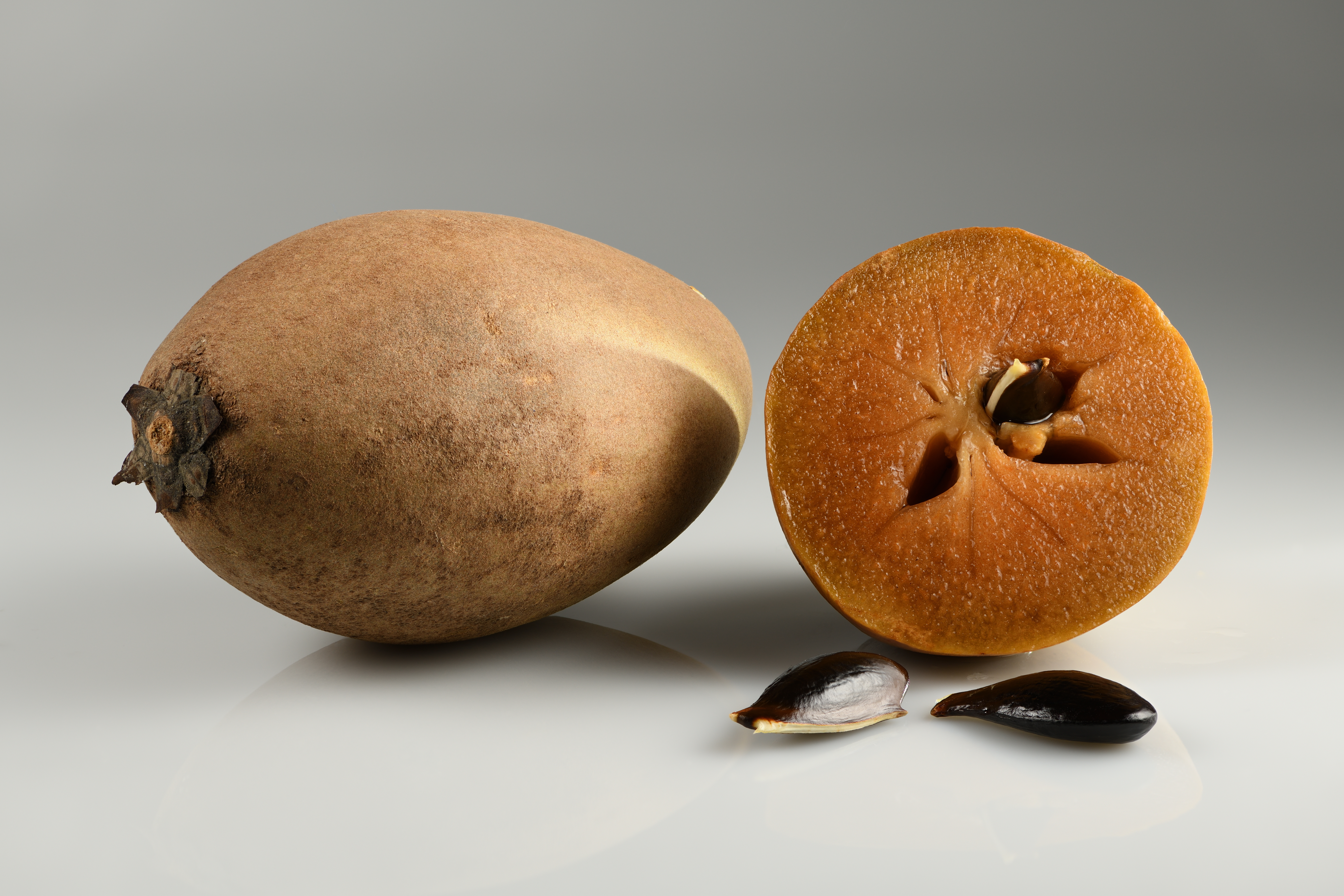
La sapotille est une nuculaine.

La nucule (du latin nucula « petite noix », issu de nux « noix ») est un fruit sec indéhiscent, de type akène, à péricarpe sclérifié entièrement ligneux.
C'est le cas des glands, des noisettes, des faînes mais aussi des fruits des Lamiaceae, des Boraginaceae et des Betulaceae.
Les nucules désignent aussi les loges, appelées également osselets, de la nuculaine, fruit provenant d'un ovaire libre, à péricarpe charnu et dont l'endocarpe a durci, donnant plusieurs noyaux. La nuculaine ne diffère de la drupe que parce qu'elle contient plusieurs noyaux.